# Teraktor Sazi Tebriz
Terakhtor Sazi Tebriz (per. تراکتورسازی, az.: Təbriz Tiraxtur Futbol Klubu, w anglojęzycznym świecie jako Tractor Sazi FC) – irański klub piłkarski z siedzibą w Tebrizie. Założony został w 1970 roku. Obecnie uczestniczy w rozgrywkach Iran Pro League.
Swoje mecze domowe Esteghlal rozgrywa na stadionie Yadegar Emam, który mieści 80 000 kibiców. Od lipca 2009 roku szkoleniowcem klubu jest Faraz Kamalwand. Kapitanem natomiast Alireza Loghman.

## Sukcesy
- Iran Pro League
  - wicemistrzostwo (3): 2011/2012, 2012/2013, 2014/2015
  - 3. miejsce (1): 2016/2017
- Hazfi Cup
  - zwycięstwo (1): 2014
  - finał (3): 1976, 1995, 2017
- League 2
  - mistrzostwo (1): 2008/2009

## Skład na sezon 2017/2018
| Nr | Poz. | Piłkarz                                      |
| -- | ---- | -------------------------------------------- |
| 1  | BR   | Mohsen Forouzan                              |
| 2  | OB   | Mohammad Tayyebi (kapitan)                   |
| 3  | OB   | Reza Sharbati (wypożyczony z Siah Jamegan)   |
| 4  | OB   | Mohammad Ahle Shakheh                        |
| 5  | OB   | Ali Abdollahzadeh                            |
| 8  | PO   | Danial Esmaeilifar (wypożyczony z Zobu Ahan) |
| 9  | PO   | Mehdi Mehdipour (wypożyczony z Zobu Ahan)    |
| 14 | PO   | Alireza Naghizadeh                           |
| 15 | NA   | Ehsan Pahlavan (wypożyczony z Zobu Ahan)     |
| 16 | OB   | Mohammadreza Mehdizadeh                      |
| 17 | NA   | Reza Aghababaei                              |

| Nr | Poz. | Piłkarz                                    |
| -- | ---- | ------------------------------------------ |
| 19 | NA   | Mohammad Reza Azadi                        |
| 22 | BR   | Alireza Heidari                            |
| 29 | NA   | Reza Abdi                                  |
| 30 | OB   | Yousef Seyyedi                             |
| 32 | NA   | Hamed Hosseinalizadeh                      |
| 33 | BR   | Mahdi Mohammadian                          |
| 40 | OB   | Ali Esmaeili                               |
| 70 | PO   | Amir Reza Nasr Azadani                     |
| 77 | OB   | Mohammad Moslemipour                       |
| 88 | PO   | Ali Taheran                                |
| 99 | PO   | Ghaem Eslamikhah (wypożyczony z Baadraanu) |